# Chrionota townesi
Chrionota townesi là một loài tò vò trong họ Ichneumonidae.